# Национальный плавательный стадион имени Альфреда Хайоша
Национальный плавательный стадион имени Альфреда Хайоша (венг. Hajós Alfréd Nemzeti Sportuszoda) — комплекс спортивных сооружений, состоящий из одного крытого бассейна и нескольких открытых бассейнов, расположенных на острове Маргит в Будапеште, Венгрия. 4-этажный объект площадью 80 000 квадратных метров имеет восемь крытых и открытых бассейнов, включая бассейны для тренировок, бассейны для прыжков в воду и бассейны для соревнований, как для коротких, так и для длинных дисциплин.

## История

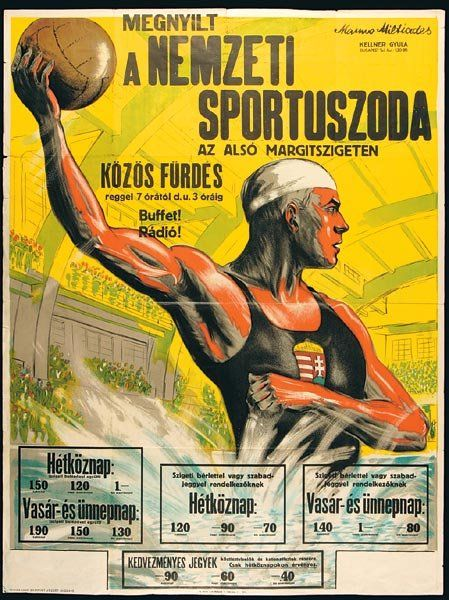
Плакат Манно Мильтиадеса 1930 год

Крытый бассейн был построен в 1930 году в результате сотрудничества Министерства религии и народного просвещения, префекта Секешфовароша и курорта Сент-Маргит. На момент открытия он считался самым большим крытым плавательным залом в Европе с бассейном длиной 33 метров и шириной 18 метров. В первоначальном проекте вода поступала из термального источника острова Маргит. Вокруг бассейна была сооружена трибуна, вместитью 2500 зрителей, а сам комплекс включал в себя раздевалки для 800 плавцов. Здание было спроектировано архитектором Альфредом Хайошом, первым олимпийским чемпионом Венгрии по плаванию 1896 года. Инженер Йено Гергели спроектировал железобетонные конструкции, которые в то время были новинкой, а специальное водопроводное и механическое оборудование разработал инженер Лайош Лазар. Само строительство велось более семи месяцев, всего в работах участвовало около 800 рабочих. Объект был построен в 1930 году. он был сдан в эксплуатацию 7 декабря, на церемонии присутствовал губернатор Миклоша Хорти. Открытый бассейн и комплекс для прыжков в воду были завершены в 1937 году, с тех пор они несколько раз расширялись.
В 1958 году комплекс был расширен за счет открытого тренировочного бассейна.
В 1983 году к крытому 33-метровому бассейну была добавлена погружная перегородка с пластиковым покрытием, чтобы в бассейне также можно было проводить соревнования на 25-метровых дистанциях.

## Современность
Объект был отремонтирован перед чемпионатом Европы 2006 года, дополнительно был открыт 50-метровый бассейн и бассейн для прыжков в воду, названным в честь Тамаша Сехи, венгерского тренера по плаванию. Техническая передача началась 7 июня. Чемпионат Венгрии по синхронному плаванию среди детей, состоявшийся 18 июня 2006 года, стал первым соревнованием в плавательном бассейне.
Количество крытых и открытых бассейнов увеличилось до 8, включая платформу для прыжков в воду международного стандарта для профессиональных спортсменов и спортсменов-любителей.
Комплекс принимал множество мировых соревнований и регулярно проводит международные турниры по водному поло.
Объект принимал чемпионаты Европы по водным видам спорта в 2006 и 2010 годах, а также чемпионат Европы по водному поло среди мужчин и женщин 2014 года.